# Escobaria emskoetteriana
Escobaria emskoetteriana ist eine Pflanzenart in der Gattung Escobaria aus der Familie der Kakteengewächse (Cactaceae). Das Artepitheton emskoetteriana ehrt den deutschen Gärtner Robert Emskotter in Magdeburg. Englische Trivialnamen sind „Big Nipple Cactus“ und „Junior Tom Thumb Cactus“.

## Beschreibung
Escobaria emskoetteriana wächst meist sprossend und bildet bis zu 10 Zentimeter hohe Gruppen. Die kugelförmigen bis kurz zylindrischen Triebe erreichen Wuchshöhen von 5 bis 12 Zentimeter und Durchmesser von 2 bis 2,5 Zentimeter. Ihre 6 bis 10 Millimeter langen Warzen sind an der Basis der Triebe häufig nicht ausdauernd. Die fünf bis acht geraden, gelben Mitteldornen besitzen eine dunklere Spitze und ähneln oft den Randdornen. Sie weisen Längen von bis zu 1,2 Zentimeter auf. Die 20 bis 30 weißen, geraden und unregelmäßig ausgebreiteten Randdornen sind bis zu 1 Zentimeter lang.
Die Blüten sind schmutzig weiß bis lavendelfarben bis hellpurpurfarben. Sie sind 2 bis 2,5 Zentimeter lang und erreichen ebensolche Durchmesser. Die roten, kugelförmigen bis ellipsoiden Früchte weisen Durchmesser von 6 bis 9 Millimeter auf.

## Verbreitung, Systematik und Gefährdung
Escobaria emskoetteriana ist in den Vereinigten Staaten im Westen des Bundesstaates Texas in den Ebenen des Rio Grande sowie den mexikanischen Bundesstaaten Coahuila, Nuevo León und Tamaulipas verbreitet.
Die Erstbeschreibung als Mammillaria emskoetteriana durch Leopold Quehl wurde 1910 veröffentlicht. John Borg stellte die Art 1937 in die Gattung Escobaria. Weitere nomenklatorische Synonyme sind Turbinicarpus pseudomacrochele (Backeb.) Buxb. & Backeb. Coryphantha emskoetteriana (Quehl) A.Berger (1929) und Neobesseya emskoetteriana (Quehl) Lodé (2013).
In der Roten Liste gefährdeter Arten der IUCN wird die Art als „Least Concern (LC)“, d. h. als nicht gefährdet geführt.

## Nachweise